# دایهاتسو ماتریا

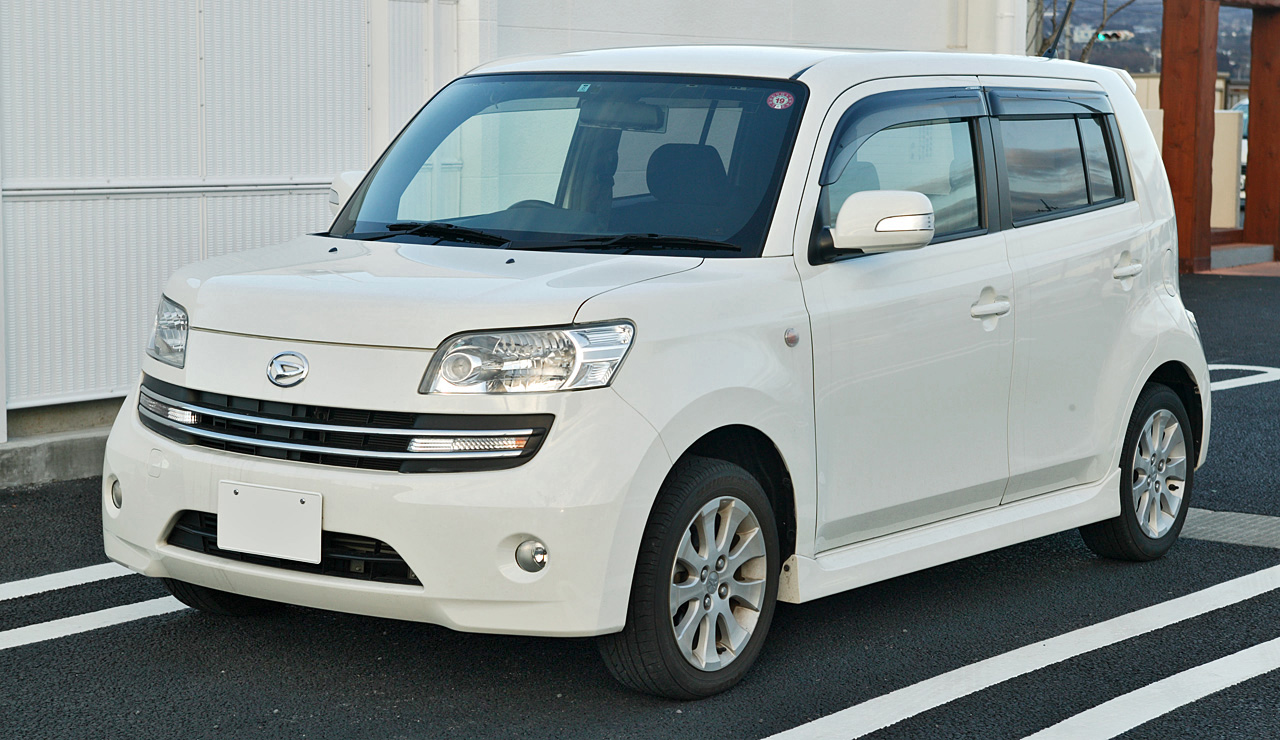

دایهاتسو ماتریا (Daihatsu Materia) خودرویی است که از سال ۲۰۰۶–تا ۲۰۱۲ تولید شده‌است.
این خودرو در کلاس مینی ام‌پی‌وی قرار گرفته، است.

## نگارخانه

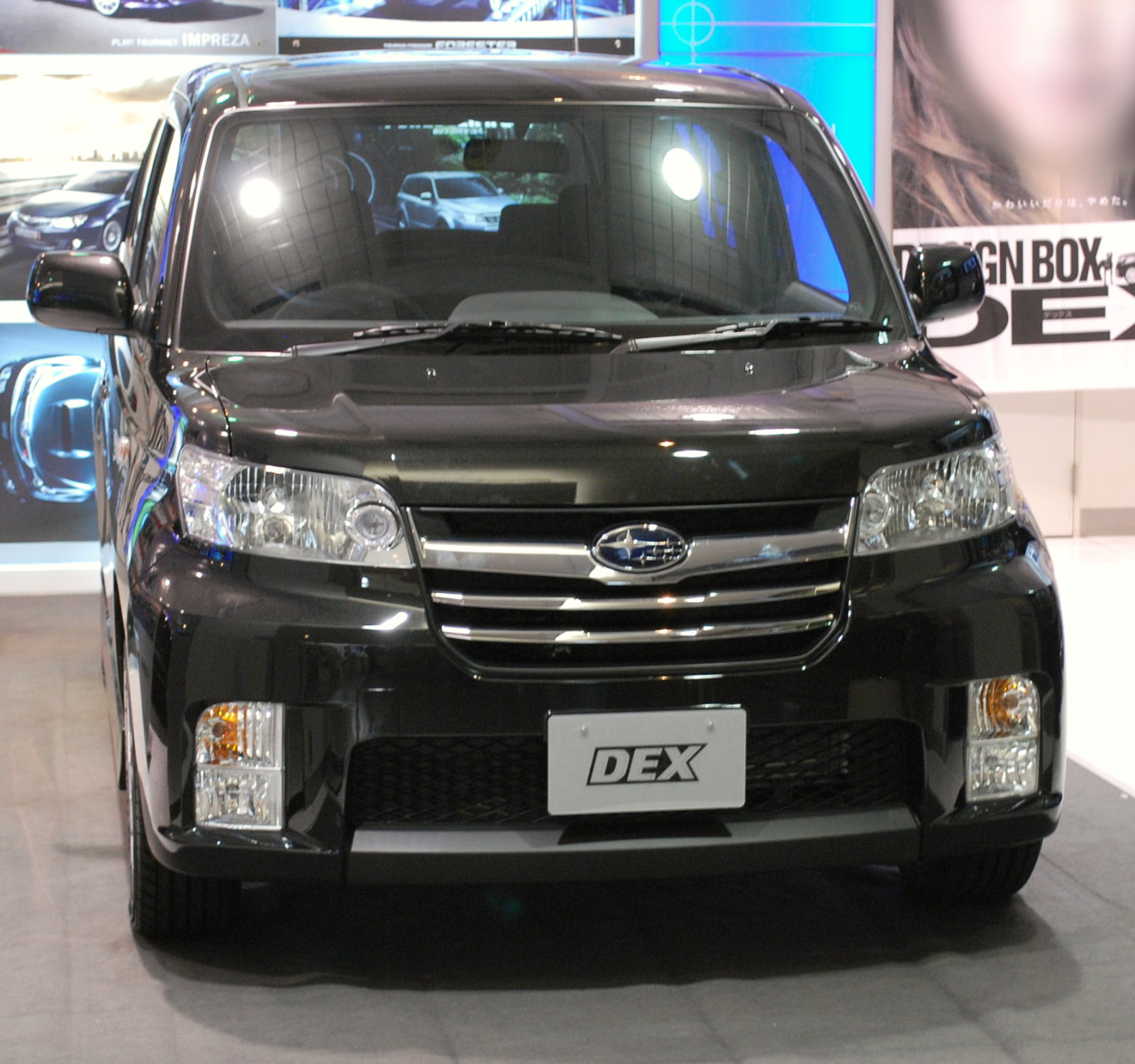